# 牧村彩香
ゆり乃（ゆりの、1982年12月26日 - 、女性）は、日本のモデル、AV女優。京都府出身。所属事務所はエイトマンの後、LINXに所属を経て、フリーランス。
AV女優として牧村 彩香（まきむら あやか）、彩乃 ゆかり（あやの -）の名義で活動したのち、ゆり乃に改名しOnlyFansを活動の中心に移す。

## 略歴・人物
2018年2月に「牧村 彩香」名義でデビューした小柄で巨乳・巨乳輪・豊満の熟女系AV女優。
2019年よりマドンナの「Obasan」レーベル専属となるが、他社への出演も継続している。
2023年8月の販売作品から、「彩乃 ゆかり」に改名。
2024年11月に、Xのアカウントを削除。所属事務所との契約を終了した事が確認された。
その後は「ゆり乃」に改名し、OnlyFansを活動の中心に移す。

## 出演作品

### アダルトDVD
- 初撮り人妻ドキュメント（2月15日、センタービレッジ）
- 初撮り人妻、ふたたび。（3月15日、センタービレッジ）
- 夫婦ゲンカで家出してきた隣の奥さん 〜背徳感のある壁一枚向こう側の浮気セックス〜（4月19日、センタービレッジ）
- むにゅっと圧着!ぱふぱふ挟撃! おっぱいホールド近親相姦（5月31日、センタービレッジ）
- 友達の母親 〜最終章〜（6月28日、センタービレッジ）
- 「もうこれで最後よ…」「えっ？母さん僕のチ●ポ嫌いなの?本当に忘れられるの?」 自分で背徳関係解消宣言しながらも内心は息子チ●ポが愛おしくて仕方がない母とボクの何回イッても終わらないエンドレス種付け相姦!!（8月2日、センタービレッジ）
- 母に媚薬を飲ませたら… クラスの友達から手に入れた噂の薬をすっかり艶っ気がなくなった母さんに飲ませてみたらその気になって僕に襲いかかってきた（9月6日、センタービレッジ）
- 声が出せない絶頂授業で10倍濡れる人妻教師（10月18日、センタービレッジ）
- 湯けむり近親相姦 母子入浴交尾（11月1日、VENUS）
- 巨乳妻揉みまくり痴漢 執拗な乳揉みを繰り返されパンティーから愛液が流れ出すほどぬるぬるになった人妻は痴漢棒挿入を拒めない。（11月15日、センタービレッジ）
- 母の親友（12月1日、VENUS）
- 娘の彼氏に膣奥を突かれイキまくった母（12月27日、センタービレッジ）

- こんなおばさんだけど、本当に私でいいの…? 〜職場で出会った若者と秘めた情事に溺れて〜（1月7日、マドンナ）
- 定年退職してヒマになったドスケベ義父の嫁いぢり（2月1日、VENUS）
- Obasan専属第2弾!! 夫の連れ子が絶倫過ぎて…。（2月7日、マドンナ）
- 本番交渉するまでも無い!! セックスレス熟女専門おっパブで生ハメ&生中出し性交（3月7日、マドンナ）
- 突然押しかけてきた嫁の姉さんに抜かれっぱなしの1泊2日（3月7日、VENUS）
- ごめんね、お母さん本当はSEXが大好きなの。（4月7日、マドンナ）
- 緊縛相姦 〜母親の自由を麻縄で奪いひたすらイカせ続けて中出しする息子〜（4月18日、センタービレッジ）
- 引きこもりの義弟NTR 〜妻への歪んだ愛情が引き起こした衝撃的ネトラレ話〜（5月7日、マドンナ）
- 近親相姦中出しソープ 初めての熟女風俗、指名したら母ちゃんだった（5月7日、VENUS）
- 大人気連載TVドラマを義母さんと見ていたら、濃厚キスシーンが始まって…。（6月7日、マドンナ）
- 嫁の母親に中出ししてしまった（6月7日、VENUS）
- 牧村彩香 First Best 10作品8時間2枚組（6月20日、センタービレッジ）※単体ベスト
- 永遠に終わらない、中出し輪姦の日々。（7月7日、マドンナ）
- 最後の夏休み、憧れの女教師と二人きりの汗だく夏期講習。（8月7日、マドンナ）
- 浴室からはじまる中年男女の溺れゆく情事 濡れた密室（9月7日、マドンナ）
- S級熟女コンプリートファイル 牧村彩香 6時間（9月7日、VENUS）※単体ベスト
- 父親の再婚相手がどストライク過ぎて距離を取ってた僕にスキンシップを図ろうと無自覚に豊満すぎる肉体で迫ってくる義母（10月7日、マドンナ）
- むっちり下半身からムンムン漏れ出るフェロモン! 父が居るのにノーパンで僕を誘惑する豊満な義母（11月1日、Fitch）
- 夫の前でむっちり妻を種付けファック（11月19日、ドグマ）
- 義理の息子に母として認められたくて…。（12月1日、プラネットプラス）
- 夫の借金の為に肉体返済を迫られ、犯●れた巨乳妻（12月19日、KSB企画/エマニエル）

- 牧村彩香 Madonna’sBEST 8時間 24本番（1月7日、マドンナ）※単体ベスト
- フロントホックブラと小さいパンティーで童貞の僕を挑発するとなりの奥さん（3月1日、VENUS）
- 乳首がもの凄く感じ過ぎてお潮が漏れちゃう! 豊満むっちりド淫乱オフィスレディ（3月13日、Fitch）
- はだかの主婦 杉並区在住牧村彩香（40）（10月1日、プラネットプラス）
- 膣イキ拷問 お隣のむっちり奥様をやりすぎ連続種付け（10月19日、ドグマ）
- これは部下に厳しいムチムチ女上司にセクハラしたら怒られるどころかセックスまで出来た話です。（11月7日、マドンナ）
- ぶっかけ人妻 上司のむっちり妻を集団ザーメン弄び（11月12日、センタービレッジ）
- 発情母（12月1日、プラネットプラス）
- 無職の俺が優しい兄嫁に励まされ、兄貴に内緒でSEXさせてもらった話。（12月7日、JET映像）

- あん時のセフレ...は友人の母親（3月25日、タカラ映像）
- 代理出産の母（6月10日、タカラ映像）
- Vネックの胸元を見せつけ誘惑してくる上司の奥さん（12月1日、プラネットプラス）

- 肉感爆乳マニアックス 牧村彩香（2月5日、プラネットプラス/七狗留）

### VR
- 初VR!! 「我慢しなくていいのよ…」 思春期真っ盛り童貞の僕に笑顔でセックスの練習台になってくれる巨乳義母（2020年3月13日、マドンナ）
- 無自覚に僕を誘惑してくるむっちむちエステティシャンの密着性感マッサージ（2020年12月4日、マドンナ）

## 雑誌
- 週刊アサヒ芸能 2018年7月12日号（徳間書店） - 袋とじ「半端ない熟乳」
- 週刊アサヒ芸能 2018年8月30日号（徳間書店） - グラビア「四十歳 淫乳」
- 花と蜜 2018年11月号（大洋図書） - 表紙、グラビア「涅槃」
- 花と蜜 2019年1月号（大洋図書） - 表紙、グラビア「Koiの予感」
- 花と蜜 PREMIUM VOL.8（大洋図書） - 表紙、グラビア「熟女と補正下着」